# Aligot rovellat
L'aligot rovellat (Buteo regalis) és una espècie d'ocell de la família dels accipítrids (Accipitridae). Habita praderies i semideserts de l'oest d'Amèrica del Nord, des del sud d'Alberta, sud de Saskatchewan i sud-oest de Manitoba cap al sud pels Estats Units, a Washington, Oregon, nord-est de Califòrnia, Nevada, Arizona, Nou Mèxic, fins a Texas. En hivern arriba fins al nord de Mèxic. El seu estat de conservació es considera de risc mínim.